# Ganisa wilhelminae
Ganisa wilhelminae är en fjärilsart som beskrevs av Felix Bryk 1944. Ganisa wilhelminae ingår i släktet Ganisa och familjen Eupterotidae. Inga underarter finns listade i Catalogue of Life.